# Diego Chávez
Diego Armando Chávez Ramos (Ica, 7 marzo 1993) è un calciatore peruviano, difensore svincolato.

## Carriera

### Club

#### Universitario
Nel gennaio del 2012, viene promosso in prima squadra dall'allenatore José Del Solar. Esordisce, con la maglia dell'Universitario, il 19 febbraio 2012, prima partita stagionale, contro l'Inti Gas Deportes, la partita finirà 1-0 per gli avversari. Conclude la prima stagione da professionista disputando 32 partite, la maggior parte partendo da titolare.
Il 3 agosto 2013 mette a segno il suo primo gol in carriera, ai danni dello Sporting Cristal, nella vittoria di campionato per 3-0, è proprio Chávez ad aprire le marcature al minuto 62 di gioco. Il 18 dicembre 2013 vince il suo primo Campionato peruviano battendo ai calci di rigore il Real Garcilaso, quindi chiude la stagione con la vittoria del suo primo trofeo da professionista e scende in campo in 39 partite.
Il 12 febbraio 2014 disputa la sua prima partita in Coppa Libertadores, scendendo in campo, da titolare, nella sconfitta casalinga, per 1-0, contro gli argentini del Vélez Sarsfield. Il 28 febbraio 2015 raggiunge le 100 presenze con la maglia dell'Universitario.

#### Sport Rosario e Unión Huaral
Il 5 gennaio 2017, dopo aver concluso il contratto che legava all'Universitario, decide di accasarsi al club neopromosso dello Sport Rosario. L'esordio arriva il 25 febbraio successivo in occasione della vittoria casalinga, per 2-1, contro lo Sporting Cristal. Il 26 giugno dello stesso anno, per la sua indisciplina e il suo sovrappeso, la società decide di rescindere il contratto che li legava.
Il 31 marzo 2018 viene ingaggiato dall'Unión Huaral militante in Segunda División. L'esordio arriva il 22 aprile successivo in occasione della vittoria casalinga, per 2-1, contro il Los Caimanes.

### Nazionale

#### Giovanile
Esordisce con la maglia della Blanquirroja nel Campionato sudamericano di calcio Under-20 2013 in Argentina. Il 10 gennaio scende in campo, per la prima volta, nel pareggio per 3-3 contro l'Uruguay. Il 18 gennaio supera, insieme ai suoi compagni, il Girone B qualificandosi, per il Girone Finale, al primo posto avanti all'Uruguay. Il 3 febbraio conclude la competizione giocando sette partite su nove e viene inserito lui stesso nell'undici ideale della manifestazione, ma il Perù non riesce a qualificarsi al Campionato mondiale di calcio Under-20 2013 in Turchia.

#### Maggiore
Viene convocato nella nazionale maggiore, per la prima volta, per l'amichevole contro il Trinidad e Tobago del 27 marzo 2013 a Lima, la partita verrà vinta dai Blanquirroja per 3-0 ma Chávez rimane in panchina per tutta la partita.

## Statistiche

### Presenze e reti nei club
Statistiche aggiornate al 23 settembre 2018.
| Stagione             | Squadra              | Campionato           | Campionato | Campionato | Coppe nazionali | Coppe nazionali | Coppe nazionali | Coppe continentali | Coppe continentali | Coppe continentali | Altre coppe | Altre coppe | Altre coppe | Totale | Totale |
| Stagione             | Squadra              | Comp                 | Pres       | Reti       | Comp            | Pres            | Reti            | Comp               | Pres               | Reti               | Comp        | Pres        | Reti        | Pres   | Reti   |
| -------------------- | -------------------- | -------------------- | ---------- | ---------- | --------------- | --------------- | --------------- | ------------------ | ------------------ | ------------------ | ----------- | ----------- | ----------- | ------ | ------ |
| 2012                 | Universitario        | PD                   | 32         | 0          | -               | -               | -               | -                  | -                  | -                  | -           | -           | -           | 32     | 0      |
| 2013                 | Universitario        | PD                   | 39         | 1          | -               | -               | -               | -                  | -                  | -                  | -           | -           | -           | 39     | 1      |
| 2014                 | Universitario        | PD                   | 13         | 1          | CI              | 6               | 0               | CL                 | 6                  | 0                  | -           | -           | -           | 25     | 1      |
| 2015                 | Universitario        | PD                   | 29         | 0          | CI              | 9               | 0               | CS                 | 3                  | 0                  | -           | -           | -           | 41     | 0      |
| 2016                 | Universitario        | PD                   | 16         | 0          | CI              | 0               | 0               | CS                 | 0                  | 0                  | -           | -           | -           | 16     | 0      |
| 2017                 | Sport Rosario        | PD                   | 1          | 0          | -               | -               | -               | -                  | -                  | -                  | -           | -           | -           | 1      | 0      |
| 2018                 | Unión Huaral         | SD                   | 22         | 0          | -               | -               | -               | -                  | -                  | -                  | -           | -           | -           | 22     | 0      |
| 2019                 | Dep. Binacional      | PD                   | 1          | 0          | -               | -               | -               | CS                 | 0                  | 0                  | -           | -           | -           | 1      | 0      |
| 2020                 | Universitario        | PD                   | 17         | 0          | -               | -               | -               | CL                 | 0                  | 0                  | -           | -           | -           | 17     | 0      |
| 2021                 | Universitario        | PD                   | 5          | 0          | -               | -               | -               | CL                 | 2                  | 0                  | -           | -           | -           | 7      | 0      |
| Totale Universitario | Totale Universitario | Totale Universitario | 151        | 2          |                 | 15              | 0               |                    | 11                 | 0                  |             | -           | -           | 177    | 2      |
| gen.-lug. 2022       | Juan Aurich          | SD                   | 8          | 0          | -               | -               | -               | -                  | -                  | -                  | -           | -           | -           | 8      | 0      |
| lug.-dic. 2022       | Unión Comercio       | SD                   | 1          | 0          | -               | -               | -               | -                  | -                  | -                  | -           | -           | -           | 1      | 0      |
| Totale carriera      | Totale carriera      | Totale carriera      | 184        | 2          |                 | 15              | 0               |                    | 11                 | 0                  |             | -           | -           | 210    | 2      |

## Palmarès

### Club
- Campionato peruviano: 2

Universitario: 2013
Dep. Binacional: 2019